# Betsel

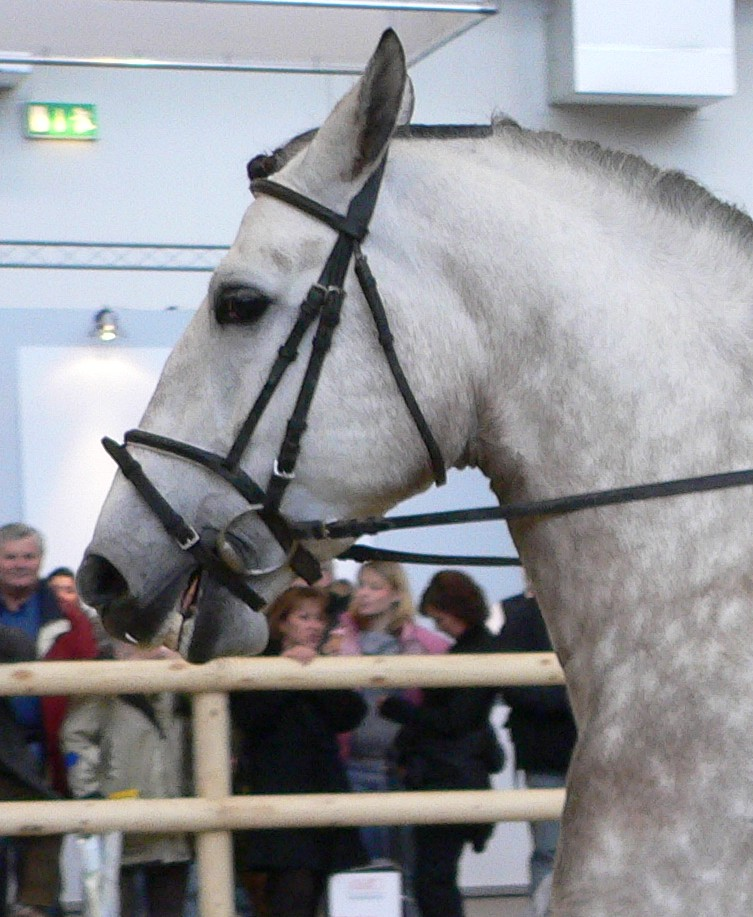
Träns.

Ett betsel är remtyg och bett som används för att behärska och styra en häst. Olika modeller finns för ridning och körning. Remtyget består av huvudlag och tyglar (vid körning: tömmar). Bettet ligger i hästens mun. Tygel (töm) är den rem som används för att förbinda ryttarens (kuskens) hand med bettet. Betslet benämns "träns" eller "kandar" beroende på sammansättningen.
Träns är ett betsel som består av huvudlag med ett tränsbett. Det finns också träns utan bett, där hästen påverkas genom yttre tryck mot hästens nos.
I ett kandar består huvudlaget av ett träns med ett tränsbett (bridong) och ytterligare remtyg för att hålla fast ett stångbett. Att "tränsa" betyder att man betslar med ett träns.

## Träns

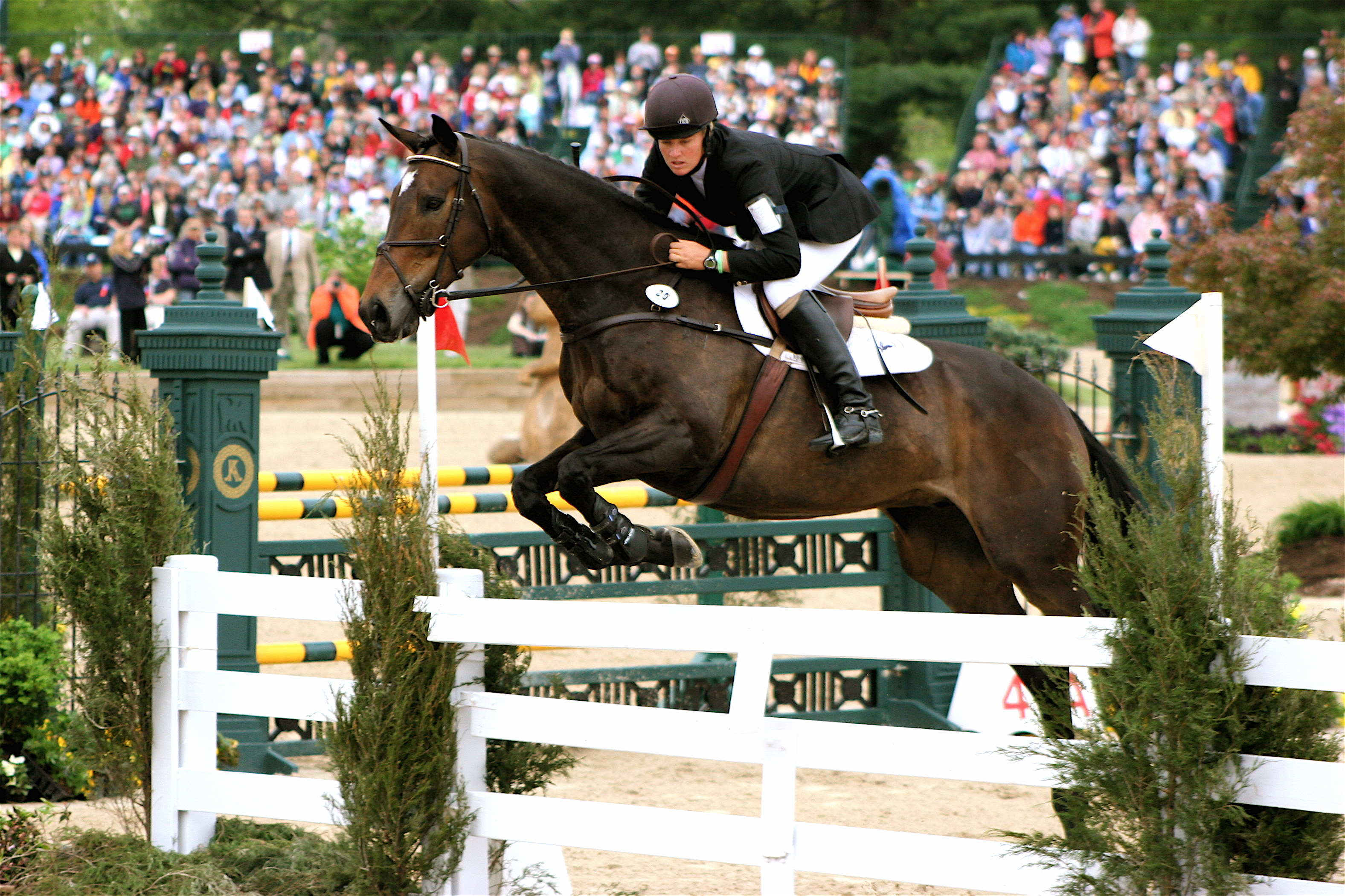
Träns med pullarnosgrimma

Träns är den vanligaste typen av betsel vid vardaglig ridning. Träns är nästan alltid gjorda av läder med metallspännen, men de kan göras av till exempel nylon och plast (vanligt inom galoppsporten och distansridningen).

### Tränsets delar
- Nackstycke
- Sidostycken
- Nosgrimma
- (Snokrem/nosrem)
- Käkrem
- Pannband
- Tygel/töm
- Bett

#### Nosgrimma
Nosgrimman är till för att förhindra att hästen gapar eller tar bettet mellan tänderna, men även för att stabilisera bettet och tränset. Det finns olika sorters nosgrimmor med olika funktioner och utseende.

#### Bett
Bett är den del av tränset som sitter i hästens mun. Bettet är oftast gjort av metall men kan även göras av eller täckas i plast eller gummi eller läder för att göra bettets effekt mildare.
Det finns flera typer av bett som har olika inverkan på hästen samt olika skarpa bett. Tränsbett är det vanligaste bettet som kan vara odelat, tvådelat eller tredelat med lösa eller fasta bettringar. 
Skarpare bett kräver en mer van ryttare då de har mer inverkan på hästen. Exempel på bett som har mer inverkan på hästen genom hävstång är kandarstång och pelhambett.

## Kandar

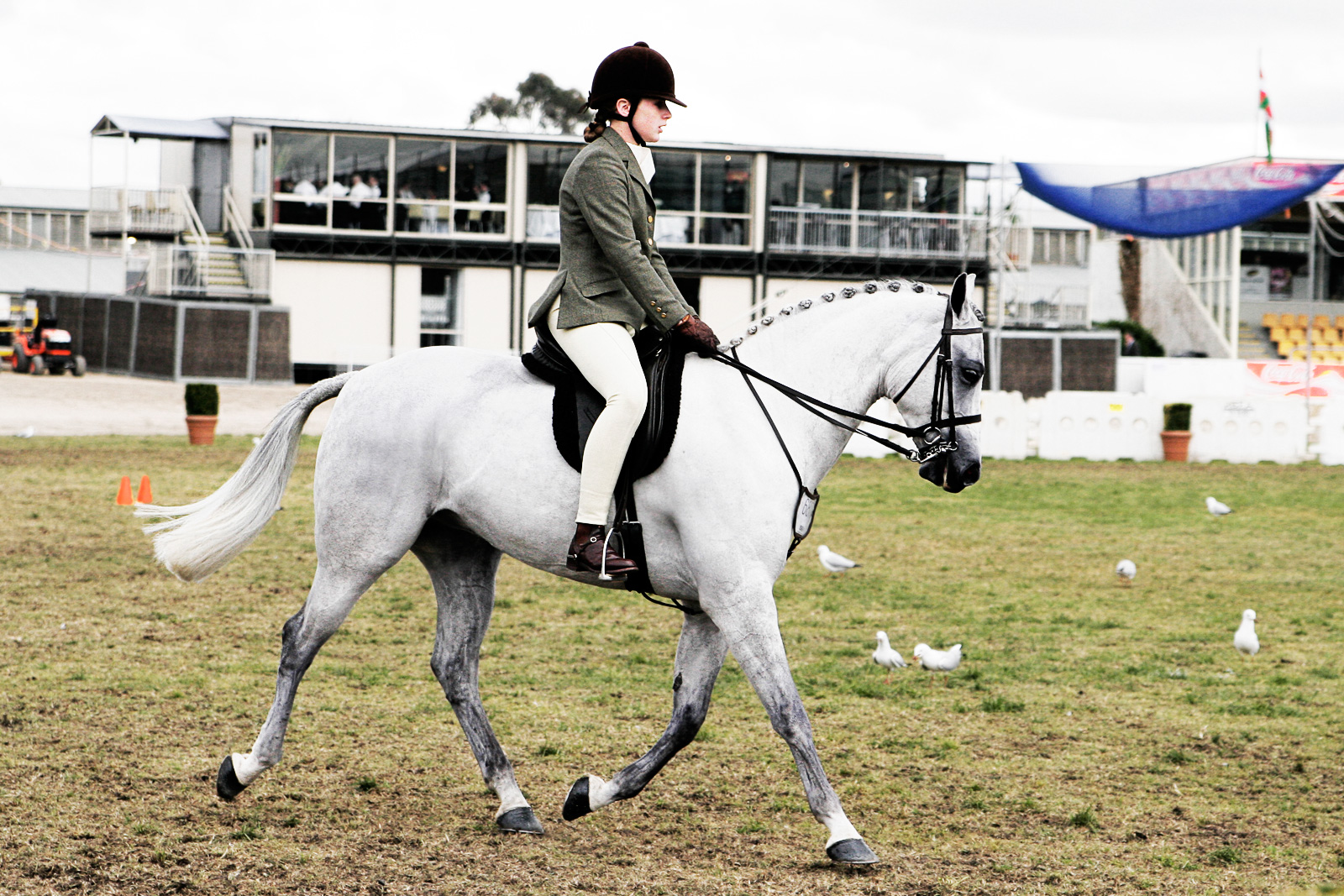
Ponny med kandar

Kandar är en kombination av stångbett och tränsbett. Kandar används främst vid dressyrridning. I Sverige är ridning med kandar vid dressyrtävling endast tillåtet i klasserna från Medelsvår B och uppåt, sedan Tävlingsreglementet för Dressyr 2015 började gälla.  Upp till och med Medelsvår C är endast tränsbett tillåtet.
Betten är ett bridongbett (oftast ett smalt tränsbett) och ett stångbett med tillhörande kindkedja. Båda betten är försedda med var sin tygel. Stångbettet är oledat och försett med sidoskänklar i ändarna som fungerar som en sorts hävstänger. Tygeln fästes i nedre delen av dessa stänger medan den kortare överdelen utgör fäste för kindkedjan som löper under hästens underkäke. Med stångtygeln stramas kindkedjan åt runt käken och ger ryttarens signal till hästen på ett tydligt sätt. Nosgrimman i huvudlaget skall vara av engelsk typ.

## Westernträns
Inom westernridningen använder man speciella träns, ofta rikt dekorerade. Westernträns har aldrig nosgrimmor men har ofta ett pannband som går runt ena örat. Man har nästan alltid stångbett eller någon form av bettlös anordning på westernträns.

## Bettlösa träns

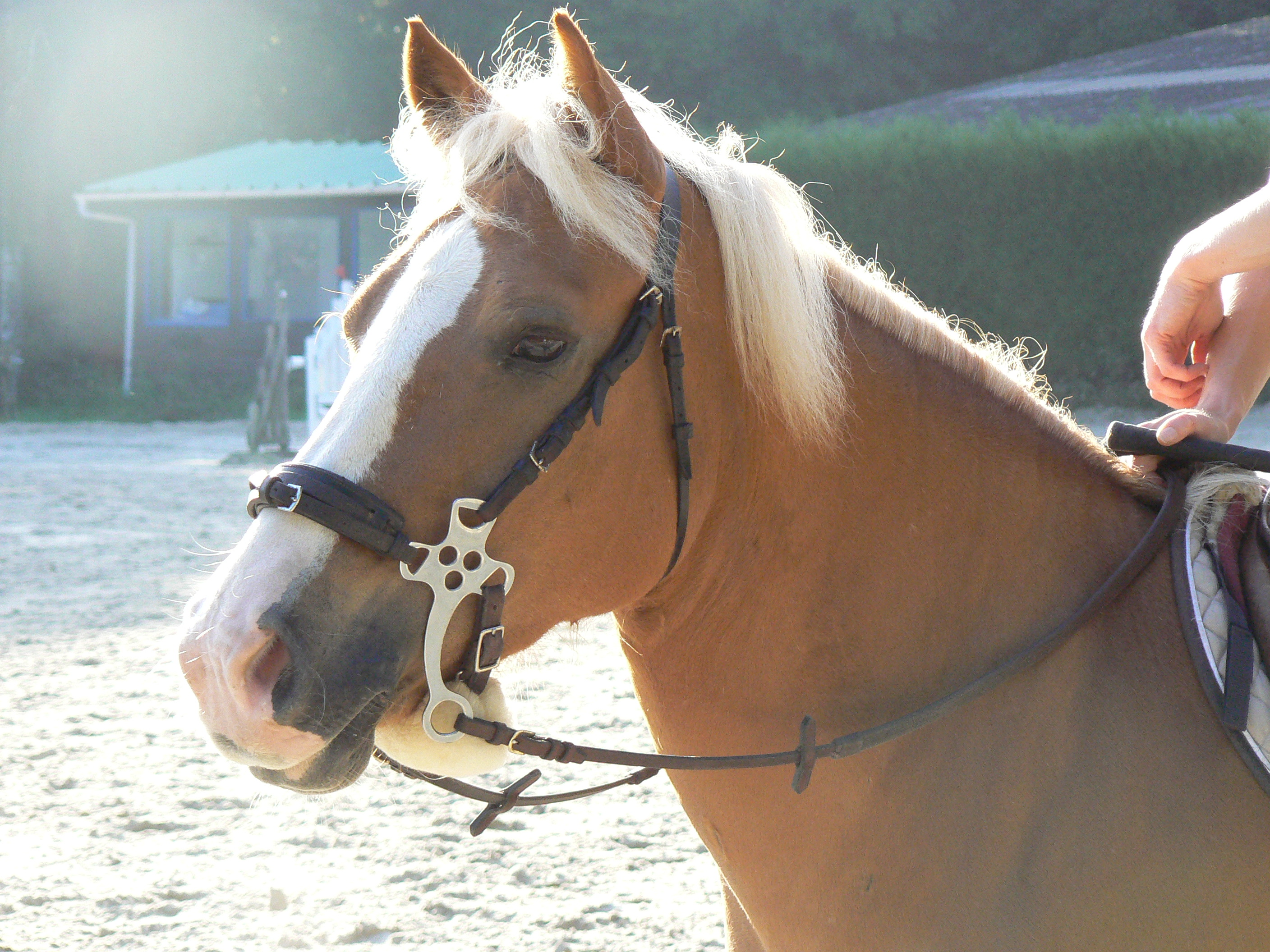
Engelskt hackamore

Bettlösa träns finns i många varianter och används för hästar som är känsliga/skadade i munnen, fungerar bättre utan bett eller för att variera med bett och förebygga eventuella munproblem. Förespråkare för mjuka metoder använder ofta bettlösa träns. 
- Sidepull
- Bosal
- Hackamore ger ett tryck runt hästens nos, det har skänklar som ger en hävstångseffekt som förstärker ryttarens hand.
  - Engelskt hackamore (ponnyhackamore) har oftast korta skänklar, bred rem över nosen och rem eller kedja under.
  - Tyskt hackamore har längre skänklar och en tunnare, hårdare nosdel.
  - S-hackamore är S-format och är utformat för att det inte ska dra upp tränsets sidostycken mot hästens ögon.
- Kapson (ridkapson) vanlig i iberiska länder och inom akademisk ridkonst, används ibland tillsammans med bett som för Livdragonerna år 1716 (kapsonbetsel).[3]

## Hjälptyglar
Hjälptygel är ett dressyrmedel som på mekanisk väg påverkar hästens huvudställning och används tillsammans med tränstygeln.
Det finns flera olika typer av hjälptyglar:
Martingal, halsförlängare, thidemantygel, gramantygel, chambontygel och goghtygel.

## Skador orsakade av bett
Att använda bett är inte helt problemfritt. Olika skador i hästens munhåla som sår, blåmärken och nötskador på tänderna, ses ofta i samband med användning av olika typer av bett. Bettet vilar mot lanerna, ett tandlöst område i hästens mun. När ryttaren tar i tyglarna trycks bettet mot lanerna och orsakar obehag i hästens mun. Trycket från bettet kan även ge nervskador.